# Attagenus posticalis
Attagenus posticalis is een keversoort uit de familie spektorren (Dermestidae). De wetenschappelijke naam van de soort werd in 1879 gepubliceerd door Léon Marc Herminie Fairmaire.